# Châu Lý (xã)
Châu Lý là một xã thuộc huyện Quỳ Hợp, tỉnh Nghệ An, Việt Nam.